# Liste der Fahnenträger der Olympischen Sommerspiele 2004
Die Liste der Fahnenträger der Olympischen Spiele 2004 führt die Fahnenträger sowohl der Eröffnungsfeier, als auch der Schlussfeier auf.
Beim Einmarsch der Nationen zogen Athleten aller teilnehmenden Länder ins Olympiastadion von Athen ein. Bei der Eröffnungsfeier wurden die einzelnen Teams von einem Fahnenträger aus den Reihen ihrer Sportler oder Offiziellen angeführt, der entweder von ihrem jeweiligen Nationalen Olympischen Komitee (NOK) oder von den Athleten selbst bestimmt wurde. Bei der Schlussfeier gingen die Fahnenträger separat vor allen anderen Athleten, die ein gemeinsames Feld bilden, ohne zwischen den Nationalitäten zu unterscheiden.

## Reihenfolge
Der griechischen Mannschaft der traditionell der Platz an vorderster Stelle gewährt wird, lief dieses Mal als Gastgebernation als Letztes ein. Die Athleten der anderen Länder betraten das Stadion in der Reihenfolge des Griechischen Alphabets. Diese Reihenfolge entspricht sowohl der Tradition als auch den Statuten des Internationalen Olympischen Komitees (IOK). Die Mannschaften aus Nord- und Südkorea liefen als Gesamtkoreanische Mannschaft ein. Bei den Wettkämpfen traten sie jedoch als eigenständige Nationen an.

## Liste der Fahnenträger
Nachfolgend führt eine Liste die Fahnenträger der Eröffnungs- und Schlussfeier aller teilnehmenden Nationen auf, sortiert nach der Abfolge ihres Einmarsches. Die Liste ist zudem sortierbar nach ihrem Staatsnamen, nach Mannschaftskürzel, nach Anzahl der Athleten, nach dem Nachnamen des Fahnenträgers und dessen Sportart.

### Nach Nationen
| Abfolge | Nationalmannschaft                 | Kürzel | Athleten | Eröffnungsfeier                     | Eröffnungsfeier            | Schlussfeier                           | Schlussfeier               |
| Abfolge | Nationalmannschaft                 | Kürzel | Athleten | Fahnenträger                        | Sportart                   | Fahnenträger                           | Sportart                   |
| ------- | ---------------------------------- | ------ | -------- | ----------------------------------- | -------------------------- | -------------------------------------- | -------------------------- |
| 1       | St. Lucia                          | LCA    | 2        | Zepherinus Joseph                   | Leichtathletik             | Alfred Emmanuel                        | Chef de Mission            |
| 2       | St. Vincent und die Grenadinen     | VIN    | 3        | Natasha Mayers                      | Leichtathletik             |                                        |                            |
| 3       | San Marino                         | SMR    | 4        | Diego Mularoni                      | Schwimmen                  | Emanuele Nicolini                      | Schwimmen                  |
| 4       | Angola                             | ANG    | 30       | Angelo Victoriano                   | Basketball                 | Elisa Webba                            | Handball                   |
| 5       | Aserbaidschan                      | AZE    | 36       | Nizami Paşayev                      | Gewichtheben               | Fərid Mansurov                         | Ringen                     |
| 6       | Ägypten                            | EGY    | 97       | Ali Ibrahim                         | Rudern                     | Karam Ibrahim                          | Ringen                     |
| 7       | Äthiopien                          | ETH    | 26       | Abel Aferalign                      | Boxen                      | Volunteer                              | Volunteer                  |
| 8       | Haiti                              | HAI    | 8        | Tudor Sanon                         | Taekwondo                  | Gardy Prophete                         | Boxen                      |
| 9       | Kap Verde                          | CPV    | 3        | Wania Monteiro                      | Rhythmische Sportgymnastik | Antonio Zeferino                       | Leichtathletik             |
| 10      | Elfenbeinküste                     | CIV    | 5        | Mariam Bah                          | Taekwondo                  | Mariam Bah                             | Taekwondo                  |
| 11      | Albanien                           | ALB    | 7        | Klodiana Shala                      | Leichtathletik             | Klodiana Shala                         | Leichtathletik             |
| 12      | Algerien                           | ALG    | 61       | Djabir Saïd-Guerni                  | Leichtathletik             | Samir Belgroun                         | Judo                       |
| 13      | Amerikanisch-Samoa                 | ASA    | 3        | Lisa Misipeka                       | Leichtathletik             | Eleei Ilalio                           | Gewichtheben               |
| 14      | Andorra                            | AND    | 6        | Hocine Haciane                      | Schwimmen                  | Silivia Felipo                         | Leichtathletik             |
| 15      | Antigua und Barbuda                | ANT    | 5        | Daniel Bailey                       | Leichtathletik             | Cliff Williams                         | Chef de Mission            |
| 16      | Argentinien                        | ARG    | 152      | Carlos Espínola                     | Segeln                     | Juan Serra                             | Leichtathletik             |
| 17      | Armenien                           | ARM    | 18       | Albert Azaryan                      | Trainer                    | Norajr Bachtamjan                      | Schießen                   |
| 18      | Aruba                              | ARU    | 4        | Roshendra Vrolijk                   | Schwimmen                  | Pierre de Windt                        | Leichtathletik             |
| 19      | Australien                         | AUS    | 470      | Colin Beashel                       | Segeln                     | Petria Thomas                          | Schwimmen                  |
| 20      | Österreich                         | AUT    | 74       | Roman Hagara                        | Segeln                     | Kate Allen                             | Triathlon                  |
| 21      | Afghanistan                        | AFG    | 5        | Neema Suratgar                      | Trainer                    | Kosia Akashi                           | Trainer                    |
| 22      | Vanuatu                            | VAN    | 2        | Moses Kamut                         | Leichtathletik             | Volunteer                              | Volunteer                  |
| 23      | Belgien                            | BEL    | 50       | Jean-Michel Saive                   | Tischtennis                | Ilse Heylen                            | Judo                       |
| 24      | Venezuela                          | VEN    | 48       | Julio Luna                          | Gewichtheben               | Adriana Carmona                        | Taekwondo                  |
| 25      | Bermuda                            | BER    | 10       | Peter Bromby                        | Segeln                     | Katura Horton-Perinchief               | Wasserspringen             |
| 26      | Vietnam                            | VIE    | 11       | Bùi Thị Nhung                       | Leichtathletik             | Bùi Thị Nhung                          | Leichtathletik             |
| 27      | Bolivien                           | BOL    | 7        | Geovana Irusta                      | Leichtathletik             | Yobana Irusta                          | Leichtathletik             |
| 28      | Bosnien und Herzegowina            | BIH    | 9        | Nedžad Fazlija                      | Schießen                   | Srđan Miličević                        | Tischtennis                |
| 29      | Bulgarien                          | BUL    | 95       | Marija Grosdewa                     | Schießen                   | Kristina Ranguelow                     | Rhythmische Sportgymnastik |
| 30      | Brasilien                          | BRA    | 243      | Torben Grael                        | Segeln                     | Gustavo Borges                         | Schwimmen                  |
| 31      | Britische Jungferninseln           | IVB    | 1        | Dion Crabbe                         | Leichtathletik             | Dion Crabbe                            | Leichtathletik             |
| 32      | Frankreich                         | FRA    | 308      | Jackson Richardson                  | Handball                   | Jackson Richardson                     | Handball                   |
| 33      | Deutschland                        | GER    | 441      | Ludger Beerbaum                     | Reiten                     | Kathrin Boron                          | Rudern                     |
| 34      | Georgien                           | GEO    | 32       | Surab Swiadauri                     | Judo                       | Giorgi Assanidse                       | Gewichtheben               |
| 35      | Gambia                             | GAM    | 2        | Jaysuma Saidy Ndure                 | Leichtathletik             | Jaysuma Saidy Ndure                    | Leichtathletik             |
| 36      | Gabun                              | GAB    | 6        | Mélanie Engoang                     | Judo                       | Jean-François Boussouhou Bousset       | Chef de Mission            |
| 37      | Ghana                              | GHA    | 28       | Andrew Owusu                        | Leichtathletik             | Eric Nikansah                          | Leichtathletik             |
| 38      | Guam                               | GUM    | 4        | Jeffrey Cobb                        | Ringen                     | Sloan Siegrist                         | Leichtathletik             |
| 39      | Guatemala                          | GUA    | 18       | Gisela Morales                      | Schwimmen                  | Heidy Juárez                           | Taekwondo                  |
| 40      | Guyana                             | GUY    | 4        | Aliann Pompey                       | Leichtathletik             | Marian Burnett                         | Leichtathletik             |
| 41      | Guinea                             | GUI    | 2        | Nabie Foday Fofanah                 | Leichtathletik             | Volunteer                              | Volunteer                  |
| 42      | Guinea-Bissau                      | GBS    | 3        | Leopoldina Ross                     | Ringen                     | Leopoldina Ross                        | Ringen                     |
| 43      | Grenada                            | GRN    | 5        | Alleyne Francique                   | Leichtathletik             | Michael Bascombe                       | Koch                       |
| 44      | Dänemark                           | DEN    | 92       | Eskild Ebbesen                      | Rudern                     | Joachim Olsen                          | Leichtathletik             |
| 45      | Demokratische Republik Kongo       | COD    | 4        | Gary Kikaya                         | Leichtathletik             | Momo Babungu                           | Tischtennis                |
| 46      | Dominica                           | DMA    | 2        | Chris Lloyd                         | Leichtathletik             | Rosanne Pringle                        | Chef de Mission            |
| 47      | Dominikanische Republik            | DOM    | 33       | Francia Jackson                     | Volleyball                 | Félix Sánchez                          | Leichtathletik             |
| 48      | El Salvador                        | ESA    | 7        | Evelyn García                       | Radsport                   | Ricardo Merlos                         | Bogenschießen              |
| 49      | Schweiz                            | SUI    | 98       | Roger Federer                       | Tennis                     | Marcel Fischer                         | Fechten                    |
| 50      | Eritrea                            | ERI    | 4        | Yonas Kifle                         | Leichtathletik             | Zersenay Tadese                        | Leichtathletik             |
| 51      | Estland                            | EST    | 42       | Erki Nool                           | Leichtathletik             | Jüri Jaanson                           | Rudern                     |
| 52      | Sambia                             | ZAM    | 6        | Davis Mwale                         | Boxen                      | Prince Mumba                           | Leichtathletik             |
| 53      | Simbabwe                           | ZIM    | 12       | Young Talkmore Nyongani             | Leichtathletik             | Lewis Banda                            | Leichtathletik             |
| 54      | Vereinigte Arabische Emirate       | UAE    | 4        | Saeed al-Maktoum                    | Schießen                   | Volunteer                              | Volunteer                  |
| 55      | Vereinigte Staaten                 | USA    | 533      | Dawn Staley                         | Basketball                 | Mia Hamm                               | Fußball                    |
| 56      | Japan                              | JPN    | 306      | Kyōko Hamaguchi                     | Ringen                     | Kyōko Hamaguchi                        | Ringen                     |
| 57      | Indien                             | IND    | 73       | Anju Bobby George                   | Leichtathletik             | Anju Bobby George                      | Leichtathletik             |
| 58      | Indonesien                         | INA    | 38       | Christian Hadinata                  | Offizieller                |                                        |                            |
| 59      | Jordanien                          | JOR    | 8        | Khalil al-Hanahneh                  | Leichtathletik             | Ibrahim Kamal                          | Taekwondo                  |
| 60      | Irak                               | IRQ    | 24       | Hadir Lazame                        | Judo                       | Hadir Lazame                           | Judo                       |
| 61      | Iran                               | IRI    | 37       | Ārash Miresmāeli                    | Judo                       | Hadi Saei                              | Taekwondo                  |
| 62      | Irland                             | IRL    | 46       | Niall Griffin                       | Reiten                     | Mark Mansfield                         | Segeln                     |
| 63      | Äquatorialguinea                   | GEQ    | 2        | Emilia Mikue Ondo                   | Leichtathletik             | Roberto Mandje                         | Leichtathletik             |
| 64      | Ecuador                            | ECU    | 16       | Alexandra Escobar                   | Gewichtheben               | Jefferson Pérez                        | Leichtathletik             |
| 65      | Island                             | ISL    | 26       | Guðmundur Hrafnkelsson              | Handball                   | Þórey Edda Elísdóttir                  | Leichtathletik             |
| 66      | Spanien                            | ESP    | 317      | Isabel Fernández                    | Judo                       | David Cal                              | Kanu                       |
| 67      | Israel                             | ISR    | 36       | Ariel Zeevi                         | Judo                       | Gal Fridman                            | Segeln                     |
| 68      | Italien                            | ITA    | 364      | Jury Chechi                         | Turnen                     | Carmela Allucci                        | Wasserball                 |
| 69      | Kasachstan                         | KAZ    | 114      | Asqat Schitkejew                    | Judo                       | Baqtijar Artajew                       | Boxen                      |
| 70      | Kamerun                            | CMR    | 17       | Vencelas Dabaya                     | Gewichtheben               | Hassan N’Dam                           | Boxen                      |
| 71      | Kambodscha                         | CAM    | 4        | Hem Kiri                            | Schwimmen                  | Volunteer                              | Volunteer                  |
| 72      | Kanada                             | CAN    | 263      | Nicolas Gill                        | Judo                       | Adam van Koeverden                     | Kanu                       |
| 73      | Katar                              | QAT    | 15       | Khalid Habash al-Suwaidi            | Leichtathletik             | Abdulrahman Suleiman                   | Leichtathletik             |
| 74      | Cayman Islands                     | CAY    | 5        | Cydonie Mothersille                 | Leichtathletik             | Andrew MacKay                          | Schwimmen                  |
| 75      | Zentralafrikanische Republik       | CAF    | 4        | Ernest Ndjissipou                   | Leichtathletik             | Bertille Ali                           | Judo                       |
| 76      | Kenia                              | KEN    | 46       | Violet Barasa                       | Volleyball                 | Violet Barasa                          | Volleyball                 |
| 77      | Volksrepublik China                | CHN    | 384      | Yao Ming                            | Basketball                 | Liu Xiang                              | Leichtathletik             |
| 78      | Kirgisistan                        | KGZ    | 29       | Mital Scharipow                     | Gewichtheben               | Mital Scharipow                        | Gewichtheben               |
| 79      | Kiribati                           | KIR    | 3        | Meamea Thomas                       | Gewichtheben               | Kaitinano Mwemweata                    | Leichtathletik             |
| 80      | Kolumbien                          | COL    | 53       | Carmenza Delgado                    | Gewichtheben               | Gladys Mora                            | Taekwondo                  |
| 81      | Komoren                            | COM    | 3        | Hadhari Djaffar                     | Leichtathletik             | Salhate Djamalidine                    | Leichtathletik             |
| 82      | Republik Kongo                     | CGO    | 5        | Emile-Rony Bakale                   | Schwimmen                  | Emile-Rony Bakale                      | Schwimmen                  |
| 83      | Korea 1                            | COR    | 300      | Ku Min-jung (KOR) Kim Song-ho (PRK) | Volleyball Offizieller     | Park Sung-hyun (KOR) Kim Song-ho (PRK) | Bogenschießen Offizieller  |
| 84      | Costa Rica                         | CRC    | 20       | David Fernández                     | Judo                       | Kristopher Moitland                    | Taekwondo                  |
| 85      | Kuba                               | CUB    | 151      | Iván Pedroso                        | Leichtathletik             | Osleidys Menéndez                      | Leichtathletik             |
| 86      | Kuwait                             | KUW    | 11       | Fehaid al-Deehani                   | Schießen                   | Volunteer                              | Volunteer                  |
| 87      | Cookinseln                         | COK    | 3        | Sam Nunuke Pera                     | Gewichtheben               | Nannet Woonton                         | Offizieller                |
| 88      | Kroatien                           | CRO    | 81       | Dubravko Šimenc                     | Wasserball                 | Siniša Skelin                          | Rudern                     |
| 89      | Zypern                             | CYP    | 20       | Georgios Achilleos                  | Schießen                   | Andreas Kariolou                       | Segeln                     |
| 90      | Laos                               | LAO    | 5        | Chaleunsouk Oudomphanh              | Leichtathletik             | Chaleunsouk Oudomphanh                 | Leichtathletik             |
| 91      | Lesotho                            | LES    | 3        | Lineo Mochesane                     | Taekwondo                  | Mamokete Lechela                       | Leichtathletik             |
| 92      | Lettland                           | LAT    | 32       | Vadims Vasiļevskis                  | Leichtathletik             | Vadims Vasiļevskis                     | Leichtathletik             |
| 93      | Belarus                            | BLR    | 151      | Alexander Medwed                    | Offizieller                | Ihar Makarau                           | Judo                       |
| 94      | Libanon                            | LIB    | 5        | Jean-Claude Rabbath                 | Leichtathletik             | Volunteer                              | Volunteer                  |
| 95      | Liberia                            | LBR    | 2        | Sultan Tucker                       | Leichtathletik             | Sultan Tucker                          | Leichtathletik             |
| 96      | Libyen                             | LBA    | 8        | Mohamed Eshtiwi                     | Gewichtheben               | Ezedin Tlish                           | Taekwondo                  |
| 97      | Litauen                            | LTU    | 59       | Saulius Štombergas                  | Basketball                 | Robertas Javtokas                      | Basketball                 |
| 98      | Liechtenstein                      | LIE    | 1        | Oliver Geissmann                    | Schießen                   | Michel Georgiou                        | Offizieller                |
| 99      | Luxemburg                          | LUX    | 10       | Claudine Schaul                     | Tennis                     | Elizabeth May                          | Triathlon                  |
| 100     | Madagaskar                         | MAD    | 9        | Rosa Rakotozafy                     | Leichtathletik             | Joseph-Berlioz Randriamihaja           | Leichtathletik             |
| 101     | Malaysia                           | MAS    | 26       | Bryan Lomas                         | Wasserspringen             | Mohamed Faizal Baharom                 | Gewichtheben               |
| 102     | Malawi                             | MAW    | 4        | Kondwani Chiwina                    | Leichtathletik             | Yona Walesi                            | Schwimmen                  |
| 103     | Malediven                          | MDV    | 4        | Sultan Saeed                        | Leichtathletik             | Hassan Mubah                           | Schwimmen                  |
| 104     | Mali                               | MLI    | 21       | Kadiatou Camara                     | Leichtathletik             | Oumarou Tamboura                       | Chef de Mission            |
| 105     | Malta                              | MLT    | 7        | William Chetcuti                    | Schießen                   | Darren Gilford                         | Leichtathletik             |
| 106     | Marokko                            | MAR    | 55       | Nezha Bidouane                      | Leichtathletik             | Abdelkader Zrouri                      | Taekwondo                  |
| 107     | Mauritius                          | MRI    | 9        | Michael Medor                       | Boxen                      | Michael Medor                          | Boxen                      |
| 108     | Mauretanien                        | MTN    | 2        | Youba Hmeida                        | Leichtathletik             | Volunteer                              | Volunteer                  |
| 109     | Großbritannien                     | GBR    | 264      | Kate Howey                          | Judo                       | Kelly Holmes                           | Leichtathletik             |
| 110     | Mexiko                             | MEX    | 109      | Fernando Platas                     | Wasserspringen             | Fernando Platas                        | Wasserspringen             |
| 111     | Föderierte Staaten von Mikronesien | FSM    | 5        | Manuel Minginfel                    | Gewichtheben               | Manuel Minginfel                       | Gewichtheben               |
| 112     | Mongolei                           | MGL    | 20       | Damdinsürengiin Njamchüü            | Judo                       | Otrjadyn Gündegmaa                     | Schießen                   |
| 113     | Mosambik                           | MOZ    | 4        | Kurt Couto                          | Leichtathletik             | Kurt Couto                             | Leichtathletik             |
| 114     | Moldau                             | MDA    | 33       | Oleg Moldovan                       | Schießen                   | Alexandru Bratan                       | Gewichtheben               |
| 115     | Monaco                             | MON    | 3        | Sébastien Gattuso                   | Leichtathletik             | Volunteer                              | Volunteer                  |
| 116     | Bangladesch                        | BGD    | 4        | Asif Khan                           | Schießen                   | Asif Khan                              | Schießen                   |
| 117     | Barbados                           | BAR    | 10       | Michael Maskell                     | Schießen                   | Obadele Thompson                       | Leichtathletik             |
| 118     | Bahamas                            | BHS    | 22       | Debbie Ferguson                     | Leichtathletik             | Debbie Ferguson                        | Leichtathletik             |
| 119     | Bahrain                            | BRN    | 10       | Ahmed Hamada                        | Leichtathletik             | Ahmed Hamada                           | Leichtathletik             |
| 120     | Belize                             | BIZ    | 2        | Emma Wade                           | Leichtathletik             | Emma Wade                              | Leichtathletik             |
| 121     | Benin                              | BEN    | 4        | Fabienne Feraez                     | Leichtathletik             | Marina Fakourou                        | Offizielle                 |
| 122     | Botswana                           | BOT    | 11       | Khumiso Ikgopoleng                  | Boxen                      | Amantle Niontsho                       | Leichtathletik             |
| 123     | Burkina Faso                       | BUR    | 5        | Mamadou Ouedraogo                   | Schwimmen                  | Hanatou Ouelogo                        | Judo                       |
| 124     | Burundi                            | BDI    | 8        | Emery Nziyunwira                    | Schwimmen                  | Arthémon Hatungimana                   | Leichtathletik             |
| 125     | Bhutan                             | BHU    | 2        | Tshering Choden                     | Bogenschießen              | Tashi Peljor                           | Bogenschießen              |
| 126     | Brunei                             | BRU    | 1        | Jimmy Anak Ahar                     | Leichtathletik             | Volunteer                              | Volunteer                  |
| 127     | Myanmar                            | MYA    | 2        | U Hla Win                           | Trainer                    | Volunteer                              | Volunteer                  |
| 128     | Namibia                            | NAM    | 8        | Paulus Ambunda                      | Boxen                      | Agnes Samaria                          | Leichtathletik             |
| 129     | Nauru                              | NRU    | 3        | Yukio Peter                         | Gewichtheben               | Yukio Peter                            | Gewichtheben               |
| 130     | Neuseeland                         | NZL    | 148      | Beatrice Faumuina                   | Leichtathletik             | Sarah Ulmer                            | Radsport                   |
| 131     | Nepal                              | NEP    | 6        | Rajendra Bahadur Bhandari           | Leichtathletik             | Sangina Baidya                         | Taekwondo                  |
| 132     | Niger                              | NIG    | 4        | Abdou Alassane Dji Bo               | Judo                       | Abdou Alassane Dji Bo                  | Judo                       |
| 133     | Nigeria                            | NGA    | 70       | Mary Onyali-Omagbemi                | Leichtathletik             | Mary Onyali-Omagbemi                   | Leichtathletik             |
| 134     | Nicaragua                          | NCA    | 5        | Svitlana Kashchenko                 | Schießen                   | Volunteer                              | Volunteer                  |
| 135     | Norwegen                           | NOR    | 52       | Harald Stenvaag                     | Schießen                   | Eirik Verås Larsen                     | Kanu                       |
| 136     | Südafrika                          | RSA    | 106      | Mbulaeni Mulaudzi                   | Leichtathletik             | Roland Schoeman                        | Schwimmen                  |
| 137     | Niederlande                        | NED    | 210      | Mark Huizinga                       | Judo                       | Leontien Zijlaard-van Moorsel          | Radsport                   |
| 138     | Niederländische Antillen           | AHO    | 3        | Churandy Martina                    | Leichtathletik             | Geronimo Goeloe                        | Leichtathletik             |
| 139     | Oman                               | OMA    | 2        | Hamoud Abdallah al-Dalhami          | Leichtathletik             | Volunteer                              | Volunteer                  |
| 140     | Honduras                           | HON    | 5        | Iizzwa Medina                       | Tischtennis                | Volunteer                              | Volunteer                  |
| 141     | Ungarn                             | HUN    | 209      | Antal Kovács                        | Judo                       | István Pásztor                         | Handball                   |
| 142     | Uganda                             | UGA    | 11       | Joseph Lubega                       | Boxen                      | Joseph Lubega                          | Boxen                      |
| 143     | Usbekistan                         | UZB    | 78       | Abdullo Tangriyev                   | Judo                       | Oʻtkirbek Haydarov                     | Boxen                      |
| 144     | Ukraine                            | UKR    | 239      | Denys Sylantjew                     | Schwimmen                  | Elbrus Tedejew                         | Ringen                     |
| 145     | Uruguay                            | URU    | 103      | Serrana Fernández                   | Schwimmen                  | Milton Wynants                         | Radsport                   |
| 146     | Pakistan                           | PAK    | 26       | Muhammad Nadeem                     | Hockey                     | Meha Rulleh                            | Boxen                      |
| 147     | Palästina                          | PLE    | 3        | Sanna Abubkheet                     | Leichtathletik             | Mustafa El Azouz                       | Offizieller                |
| 148     | Palau                              | PLW    | 4        | John Tarkong                        | Ringen                     | Evelyn Otto                            | Schwimmen                  |
| 149     | Panama                             | PAN    | 4        | Eileen Coparropa                    | Schwimmen                  | Bayano Kamani                          | Leichtathletik             |
| 150     | Papua-Neuguinea                    | PNG    | 4        | Dika Toua                           | Gewichtheben               | Ryan Pini                              | Schwimmen                  |
| 151     | Paraguay                           | PAR    | 27       | Rocio Rivarola                      | Rudern                     | Diego Barreto                          | Fußball                    |
| 152     | Amerikanische Jungferninseln       | ISV    | 6        | La Verne Jones                      | Leichtathletik             | Marlon Williams                        | Chef de Mission            |
| 153     | Peru                               | PER    | 12       | Francisco Boza                      | Schießen                   | Sidney Guzman                          | Ringen                     |
| 154     | Polen                              | POL    | 194      | Bartosz Kizierowski                 | Schwimmen                  | Robert Korzeniowski                    | Leichtathletik             |
| 155     | Portugal                           | POR    | 81       | Nuno Delgado                        | Judo                       | Emanuel Silva                          | Kanu                       |
| 156     | Puerto Rico                        | PUR    | 43       | Carlos Arroyo                       | Basketball                 | Ineabelle Díaz                         | Taekwondo                  |
| 157     | Mazedonien                         | MKD    | 10       | Blagoja Georgievski                 | Schiedsrichter             | Aleksandar Miladinovski                | Schwimmen                  |
| 158     | Ruanda                             | RWA    | 5        | Mathias Ntawulikura                 | Leichtathletik             | Pamela Girimbabazi                     | Schwimmen                  |
| 159     | Rumänien                           | ROU    | 108      | Elisabeta Lipă                      | Rudern                     | Marian Oprea                           | Leichtathletik             |
| 160     | Russland                           | RUS    | 446      | Alexander Popow                     | Schwimmen                  | Andrei Moissejew                       | Moderner Fünfkampf         |
| 161     | St. Kitts und Nevis                | SKN    | 2        | Kim Collins                         | Leichtathletik             | Kim Collins                            | Leichtathletik             |
| 162     | Samoa                              | SAM    | 3        | Uati Maposua                        | Gewichtheben               | Shaka Sola                             | Leichtathletik             |
| 163     | São Tomé und Príncipe              | STP    | 2        | Fumilay da Fonseca                  | Leichtathletik             | Yazaldas Nascimento                    | Leichtathletik             |
| 164     | Saudi-Arabien                      | KSA    | 16       | Hadi Soua’an al-Somaily             | Leichtathletik             | Hadi Soua’an al-Somaily                | Leichtathletik             |
| 165     | Senegal                            | SEN    | 16       | Malick Fall                         | Schwimmen                  | Amy Chiam                              | Leichtathletik             |
| 166     | Serbien und Montenegro             | SCG    | 87       | Dejan Bodiroga                      | Basketball                 | Jasna Šekarić                          | Schießen                   |
| 167     | Seychellen                         | SEY    | 9        | Allan Julie                         | Segeln                     | Suan June                              | Segeln                     |
| 168     | Singapur                           | SIN    | 15       | Ronald Susilo                       | Badminton                  | Li Jia Wei                             | Tischtennis                |
| 169     | Sierra Leone                       | SLE    | 2        | Hawanatu Bangura                    | Leichtathletik             | Lamin Tucker                           | Leichtathletik             |
| 170     | Slowakei                           | SVK    | 64       | Michal Martikán                     | Kanu                       | Gabriela Stacherová                    | Kanu                       |
| 171     | Slowenien                          | SLO    | 79       | Beno Lapajne                        | Handball                   | Primož Kozmus                          | Leichtathletik             |
| 172     | Salomonen                          | SOL    | 2        | Francis Manioru                     | Leichtathletik             | Francis Manioru                        | Leichtathletik             |
| 173     | Somalia                            | SOM    | 2        | Mohamed Ahmed Alim                  | Trainer                    | Volunteer                              | Volunteer                  |
| 174     | Eswatini                           | SWZ    | 3        | Gcinile Moyane                      | Leichtathletik             | Mphelave Dlamini                       | Leichtathletik             |
| 175     | Sudan                              | SUD    | 5        | Todd Matthews-Jouda                 | Leichtathletik             | Ismail Ahmed Ismail                    | Leichtathletik             |
| 176     | Schweden                           | SWE    | 115      | Lars Frölander                      | Schwimmen                  | Stefan Holm                            | Leichtathletik             |
| 177     | Suriname                           | SUR    | 4        | Letitia Vriesde                     | Leichtathletik             | Letitia Vriesde                        | Leichtathletik             |
| 178     | Sri Lanka                          | SRI    | 7        | Susanthika Jayasinghe               | Leichtathletik             | Joseph Kenny                           | Chef de Mission            |
| 179     | Syrien                             | SYR    | 6        | Mohammad Hazzory                    | Leichtathletik             | Naser al-Shami                         | Boxen                      |
| 180     | Chinesisch Taipeh                  | TPE    | 88       | Chen Chih-yuan                      | Baseball                   | Huang Chih-hsiung                      | Taekwondo                  |
| 181     | Tansania                           | TAN    | 8        | Restituta Joseph                    | Leichtathletik             | Samuel Mwera                           | Leichtathletik             |
| 182     | Tadschikistan                      | TJK    | 9        | Nargis Nabieva                      | Bogenschießen              | Scheralij Dostijew                     | Boxen                      |
| 183     | Thailand                           | THA    | 42       | Paradorn Srichaphan                 | Tennis                     | Paweena Thongsuk                       | Gewichtheben               |
| 184     | Jamaika                            | JAM    | 47       | Sandie Richards                     | Leichtathletik             | Veronica Campbell                      | Leichtathletik             |
| 185     | Dschibuti                          | DJI    | 2        | Zeinab Mohamed Khaireh              | keine Teilnehmerin         | Volunteer                              | Volunteer                  |
| 186     | Osttimor                           | TLS    | 2        | Agueda Amaral                       | Leichtathletik             | Agueda Amaral                          | Leichtathletik             |
| 187     | Tonga                              | TGA    | 5        | Maʻafu Hawke                        | Boxen                      | ʻAna Poʻuhila                          | Boxen                      |
| 188     | Togo                               | TOG    | 3        | Jan Sekpona                         | Leichtathletik             | Jean Sekpona                           | Leichtathletik             |
| 189     | Türkei                             | TUR    | 64       | Ali Enver Adakan                    | Segeln                     | Mehmet Özal                            | Ringen                     |
| 190     | Turkmenistan                       | TKM    | 9        | Şöhrat Kurbanow                     | Boxen                      | Şöhrat Kurbanow                        | Boxen                      |
| 191     | Trinidad und Tobago                | TRI    | 19       | Ato Boldon                          | Leichtathletik             | George Bovell                          | Schwimmen                  |
| 192     | Tschad                             | CHA    | 2        | Kaltouma Nadjina                    | Leichtathletik             | Volunteer                              | Volunteer                  |
| 193     | Tschechien                         | CZE    | 142      | Květoslav Svoboda                   | Schwimmen                  | Roman Šebrle                           | Leichtathletik             |
| 194     | Tunesien                           | TUN    | 54       | Noureddine Hfaiedh                  | Volleyball                 | Mohamed Omrani                         | Taekwondo                  |
| 195     | Jemen                              | YEM    | 3        | Akram Abdullah                      | Taekwondo                  | Ezzi Elkuromey                         | Leichtathletik             |
| 196     | Philippinen                        | PHI    | 16       | Romeo Brin                          | Boxen                      | Tshomlee Go                            | Taekwondo                  |
| 197     | Finnland                           | FIN    | 53       | Thomas Johanson                     | Segeln                     | Jenni Honkanen                         | Kanu                       |
| 198     | Fidschi                            | FIJ    | 8        | Sisilia Nasiga                      | Judo                       | Isireli Naikelekelevesi                | Leichtathletik             |
| 199     | Chile                              | CHI    | 22       | Kristel Köbrich                     | Schwimmen                  | Soraya Jadué                           | Rudern                     |
| 200     | Hongkong                           | HKG    | 32       | Sherry Tsai                         | Schwimmen                  | Ko Lai Chak / Li Ching                 | Tischtennis                |
| 201     | Griechenland                       | GRE    | 426      | Pyrros Dimas                        | Gewichtheben               | Pyrros Dimas                           | Gewichtheben               |